# Occidryas diamondensis
Occidryas diamondensis är en fjärilsart som beskrevs av Gunder 1931. Occidryas diamondensis ingår i släktet Occidryas och familjen praktfjärilar. Inga underarter finns listade i Catalogue of Life.